# Quentin Jacquet
Quentin Nelson Jacquet (Lione, 3 marzo 1991) è un pilota motociclistico francese ritiratosi dall'attività agonistica.

## Carriera
La sua prima attività sportiva è stata con le BMX per passare in seguito al motocross ed infine alle competizioni di velocità in circuito.
Inizia la sua carriera in competizioni di rilievo nel 2008 quando corre la gara francese della Red Bull Rookies Cup, che conclude in tredicesima posizione, ottenendo i tre punti che gli consentono di posizionarsi venticinquesimo nella classifica piloti.
Esordisce nella classe 125 del motomondiale nel 2009, correndo gli ultimi quattro Gran Premi con l'Aprilia del team Matteoni Racing come sostituto di Lukáš Šembera. Non ottiene però piazzamenti tali da consentirgli di ottenere punti validi per la classifica mondiale.
Nel 2010 passa al team Stipa-Molenaar Racing GP, il compagno di squadra è Randy Krummenacher. Dopo due Gran Premi in cui si piazza oltre il 20º posto, viene sostituito da Luis Salom.

## Risultati nel motomondiale
| 2009 | Classe | Moto    |  |  |  |  |  |  |  |    |  |  |  |  |  |    |    |    |    |  | Punti | Pos. |
| ---- | ------ | ------- |  |  |  |  |  |  |  | -- |  |  |  |  |  | -- | -- | -- | -- |  | ----- | ---- |
| 2009 | 125    | Aprilia |  |  |  |  |  |  |  | NE |  |  |  |  |  | 23 | NP | 22 | NQ |  | 0     |      |

| 2010 | Classe | Moto    |    |    |  |  |  |  |  |  |    |  |  |  |  |  |  |  |  |  | Punti | Pos. |
| ---- | ------ | ------- | -- | -- |  |  |  |  |  |  | -- |  |  |  |  |  |  |  |  |  | ----- | ---- |
| 2010 | 125    | Aprilia | 23 | 21 |  |  |  |  |  |  | NE |  |  |  |  |  |  |  |  |  | 0     |      |

| Legenda | 1º posto        | 2º posto            | 3º posto            | A punti      | Senza punti        | Grassetto – Pole position Corsivo – Giro più veloce |
| Legenda | Gara non valida | Non qual./Non part. | Ritirato/Non class. | Squalificato | '-' Dato non disp. | Grassetto – Pole position Corsivo – Giro più veloce |